# Dominion Building

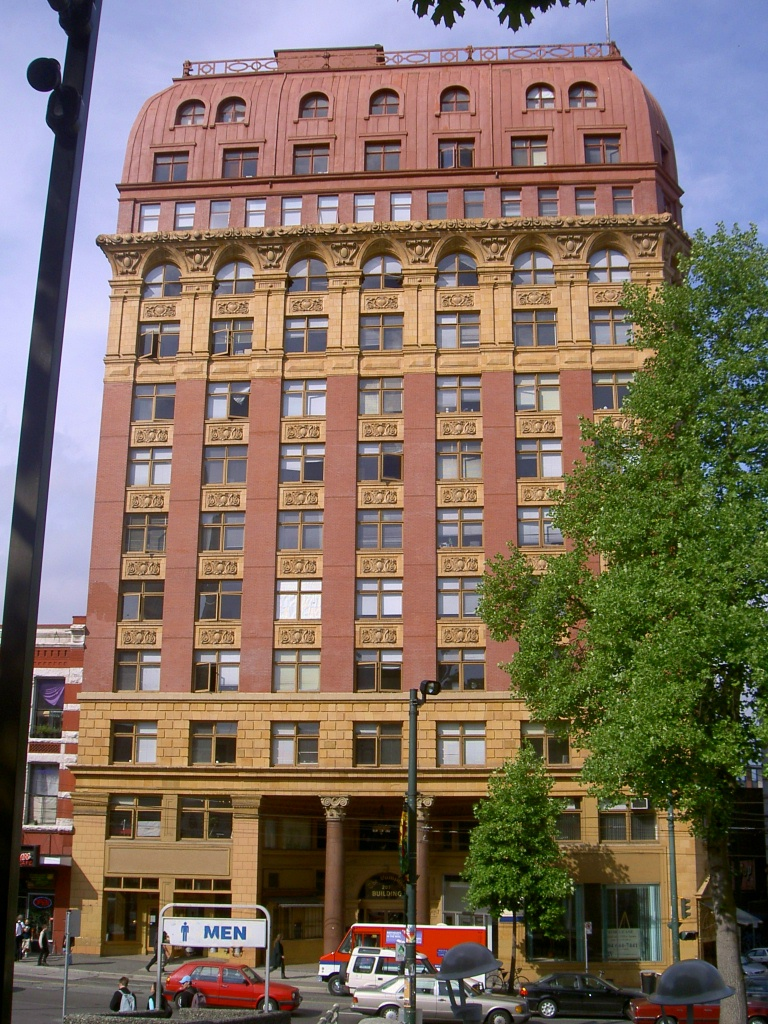
O Dominion Building

O Dominion Building, também conhecido por Dominion Bank Building e Dominion Trust é um edificio em Vancouver, Colúmbia Britânica, Canadá. Localizado na West Hastings Street, nº 207, sendo o primeiro arranha-céus de Vancouver. Elevando-se a uma altura de 53 m e com 13 andares, em estilo do Segundo Império, era o mais alto edifício comercial do Império britânico na altura da sua construção, em 1910. O seu arquitecto é J.S. Helyer, que se diz ter caído da escada em frente ao Dominion Building, embora se pense que isto seja uma lenda urbana.
Os patrocinadores da estructura eram os Condes von Alvensleben da Alemanha, que estavam activos na actividade financeira de Vancouver nesses tempos.
Pertencendo à Newton Investments Limited, foi restaurado pelo especialista em restaurações Read Jones Christofferson. Os locatários actuais do edifício incluem uma companhiade filmagem (Haddock), estilistas, gravadoras, vendedores de livros antigos, o Kokoro Dance (grupo de dança butoh) e um restaurante mexicano.
O Dominion Building situa-se perto da Praça Vitória e do Harbour Centre.

## Galeria

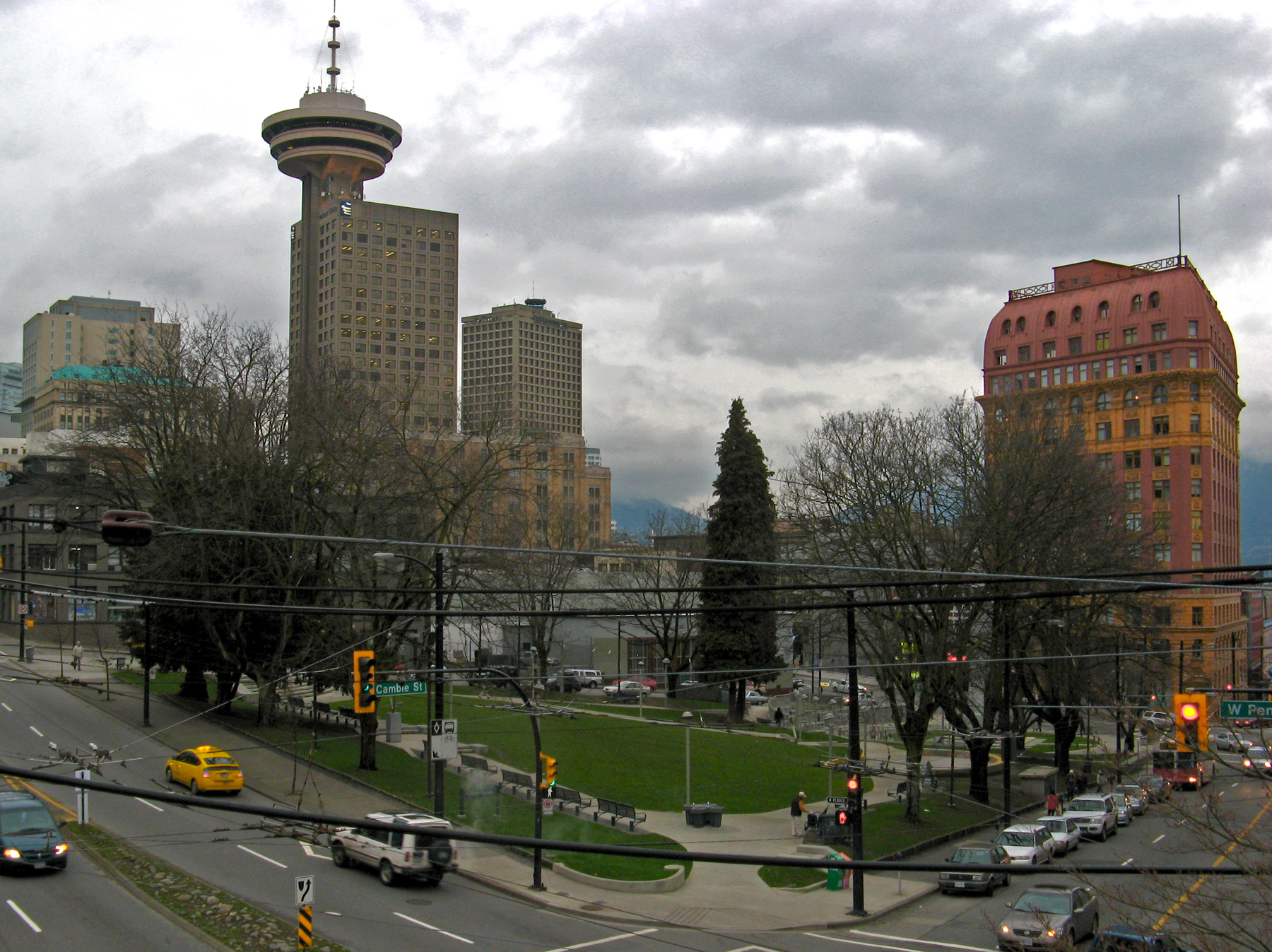
Vista da Praça Vitória; à direita, o Dominion Building
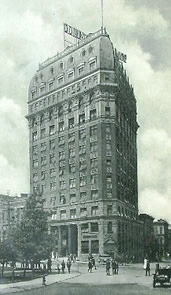
O Dominion Building em 1915
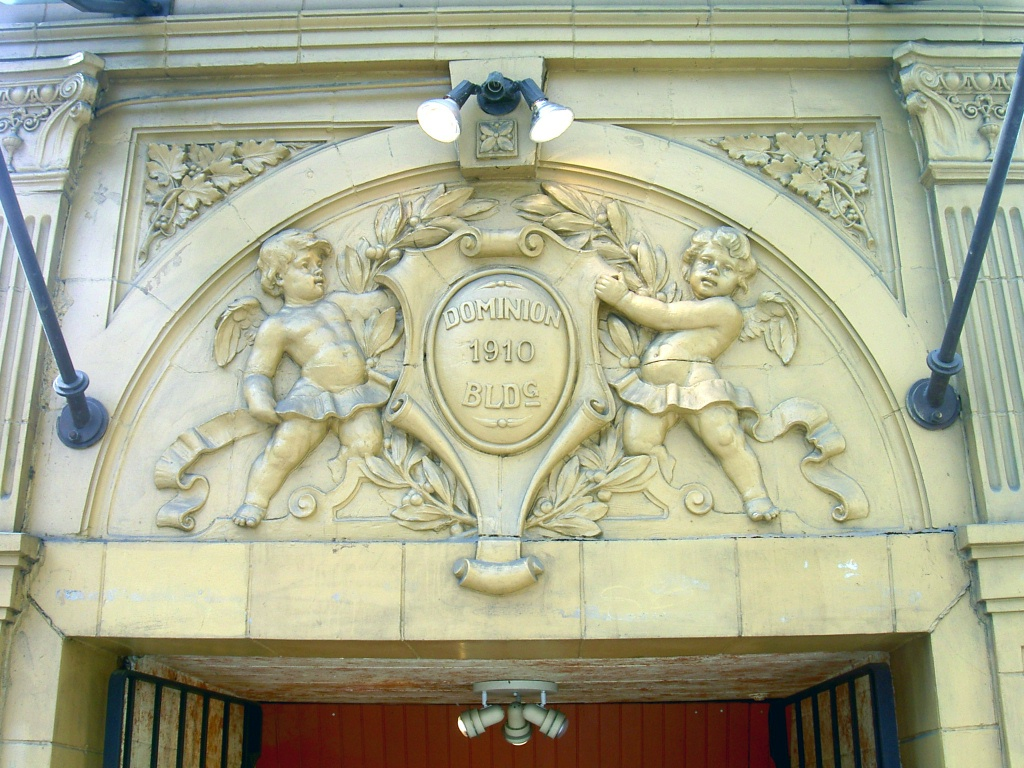
Detalhe do Dominion Building